# Giovanni Serritelli

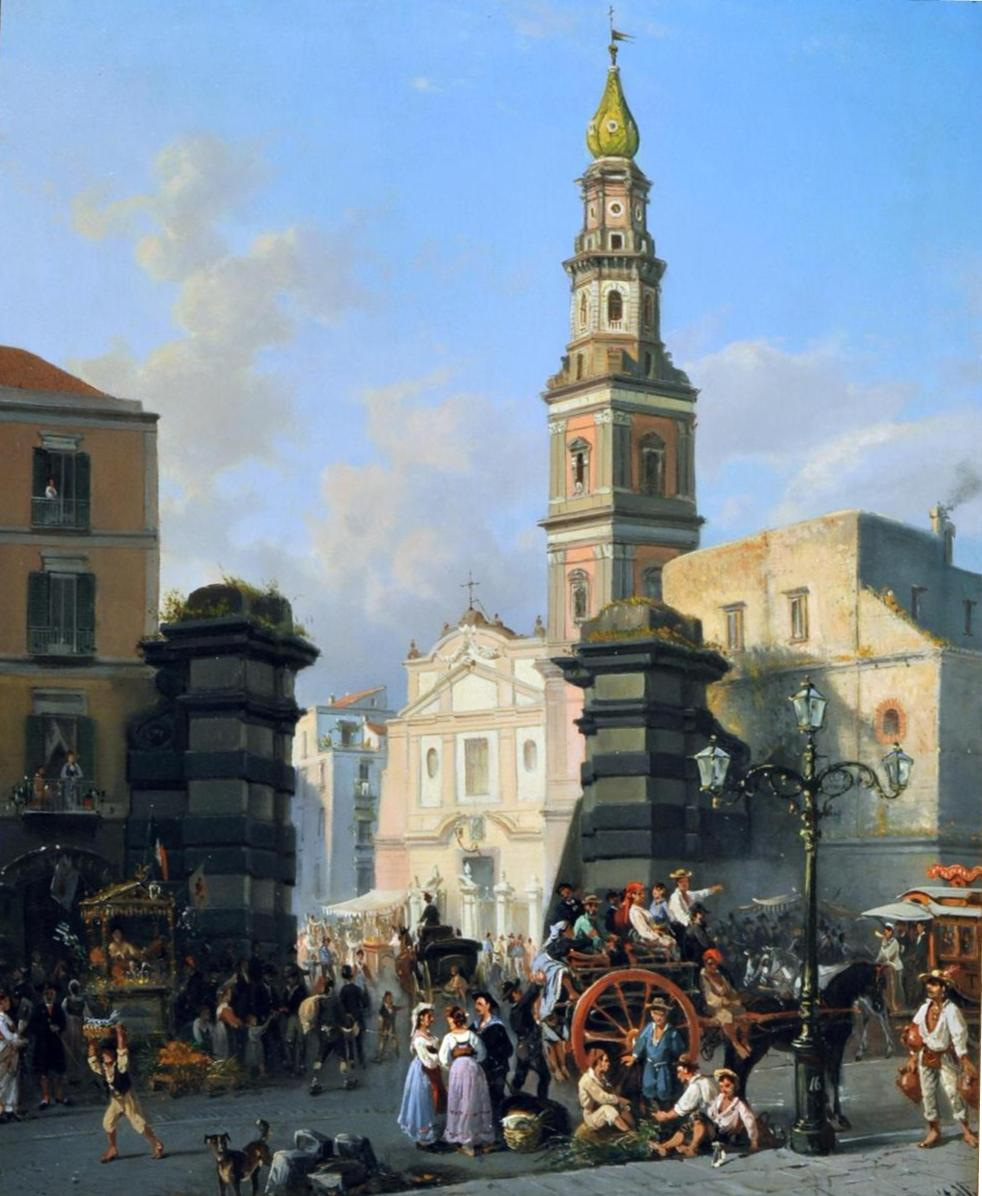
Giovanni Serritelli, Piazza e Vado del Carmine, olio su tela.

Giovanni Serritelli (Napoli, 9 febbraio 1818 – Napoli, 2 marzo 1891) è stato un pittore italiano, conosciuto per i paesaggi di veduta e specializzato nella rappresentazione di velieri e vari di grandi navi.

## Biografia
Giovanni Serritelli nacque a Napoli il 9 febbraio 1818 nel quartiere Pendino, da Ignazio e da Maria Antonia Marsigli. Dal padre, direttore degli alunni marinari, la scuola che formava ed avviava alla carriera nella Real Marina delle Due Sicilie, assimilò la passione per velieri ed imbarcazioni che divennero soggetti privilegiati di moltissimi suoi dipinti marinisti. Dallo zio di parte materna, il pittore Filippo Marsigli nominato per real decreto nel 1827 professore onorario di pittura storica e presidente dal 1850 della Reale Società Borbonica, ricevette l'avviamento alla sua formazione artistica nell’ambiente accademico dell'Istituto di Belle Arti.

Esordì nel 1841 nella mostra pubblica di Belle Arti conquistando subito una medaglia d'argento di I classe con l'opera Veduta di un vallone a Gragnano. Ancora come alunno dell'Istituto espose nuovamente nel 1843 Gran paesaggio ed animali, un lavoro di genere con figure ed armenti nei dintorni di Piedimonte. Il dipinto che fu acquistato dal re Ferdinando II, gli valse la medaglia d'oro piccola ed il lusinghiero giudizio della commissione che esaltarono 
Serritelli partecipò ancora alla mostra borbonica del 1845 con altre due opere dal tema campestre. Presso il palazzo Reale di Napoli esiste un Paesaggio con animali e contadini datato appunto 1845, probabilmente una delle opere presentate all'esposizione di quell'anno. Sposò nel 1847 Carolina Scoppa, sorella di Raimondo anch'egli alunno della scuola di pittura di paesaggio, dalla quale ebbe tre figli: Filippo, Eugenia e Giuliano.
Nel 1847 con il dipinto La fregata Archimede nel porto di Marsiglia, varo della prima pirofregata a vapore della marina borbonica, l'artista iniziò a cimentarsi in lavori dedicati agli eventi notabili del regno che proseguirono con Inizio del lavori del bacino di Carenaggio del 1850 e la versione successiva relativa all'inaugurazione nel 1852 dal titolo Bacino di raddobbo nel Real Arsenale di Napoli, opera di grande effetto scenico in cui predominano i colori della festa e le numerose figure che affollano la banchina mentre al centro i vascelli ormeggiati hanno sullo sfondo il palazzo Reale e la collina sovrastata dal forte dell'Elmo.
Con quest'ultimo dipinto presentato all'esposizione del 1855, ottenne un'altra onorificenza di una medaglia d'oro piccola, ma fu nel 1858 che raggiunse i livelli apicali della sua carriera artistica quando contestualmente arrivarono la nomina a professore onorario del Real Istituto di Belle Arti e la prestigiosa committenza reale della Rettifica del fiume Sarno a Scafati che immortala la deviazione delle acque tumultuose nel nuovo corso. Alla mostra del 1859 espose col dipinto Porta del Carmine colla veduta della chiesa e del gran campanile il quale acquistato per 200 ducati, entrò in collezione Borbone. In quello stesso anno rimasto da tempo vedovo di Carolina, convolò nuovamente a nozze con Matilde Terranova figlia di un capitano di reggimento della Real Marina. Da questa seconda unione nacquero i figli Alfredo e Adolfo.
Dimentico dei Borbone, con l'Unità d'Italia si preoccupò di abilitarsi al cospetto della monarchia sabauda presentando all'Esposizione nazionale di Firenze del 1861 l'opera Viva l'Italia una! nonché due vedute napoletane rispettivamente di Castel Nuovo e del Piliero.
Contribuì anche alla costituzione della Società Promotrice di Belle Arti di Napoli rivestendo la carica di segretario. In occasione della Promotrice napoletana del 1862, presentò Porta Capuana in Napoli, un dipinto di grandi dimensioni in cui abbondano drappi e coccarde tricolori. Del filone patriottico e celebrativo si ricordano anche La presa di Gaeta e La battaglia di Lissa.
All'esposizione napoletana del 1866 partecipò con Porta laterale dell'Arcivescovado in Napoli, anch’esso un dipinto di grandi dimensioni animato da numerose figure che affollano lo slargo antistante l’edificio arcivescovile. Un ulteriore esempio di pittura di cronaca è rappresentato dalla Eruzione del Vesuvio del 23 aprile 1872, il cui valore documentario già si intuisce per la precisa datazione nell'angolo in basso a sinistra della tela. La fortuna della scena è confermata da un'altra versione firmata dal pittore e di poco più grande, nelle cui varianti si possono osservare due momenti del fenomeno eruttivo di poco successivi l’uno dall’altro. Ancora nel filone marinaro si inquadra il dipinto del 1880 raffigurante il varo della corazzata veloce Italia, progettata dal Direttore del Genio navale Benedetto Brin, avvenuto nel porto di Castellammare di Stabia e fedelmente riprodotta dal pittore.
In mostre ufficiali è documentato per l'ultima volta nel 1880 in occasione della Promotrice di Napoli con due Paesaggi ed all'Esposizione universale di Melbourne ancora con il fortunato soggetto dell'Obelisco di San Gennaro dalla porta laterale del Duomo di Napoli. 
Morì il 2 marzo 1891 in una casa di un vicolo di via Salvator Rosa a Napoli.

## Stile

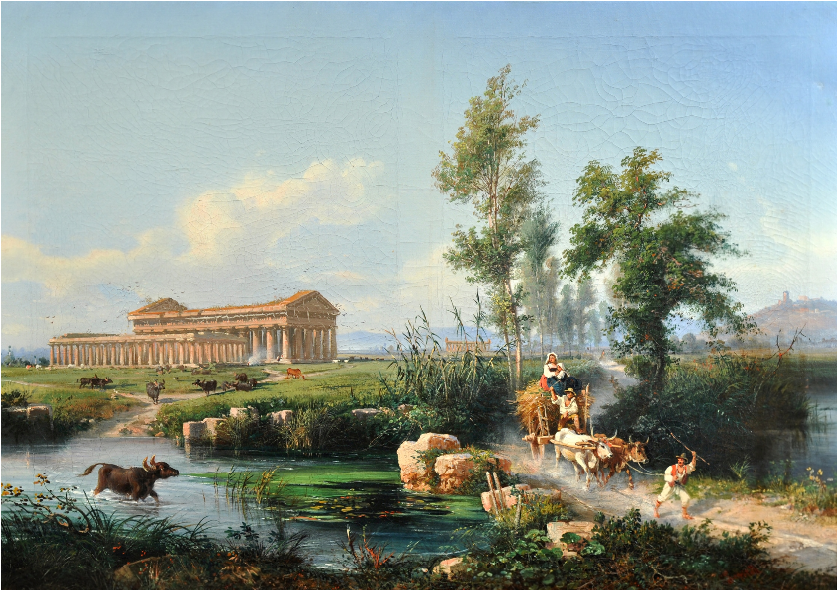
Giovanni Serritelli, Campagna di Paestum, olio su tela.

Seppur timidamente accostato alla Scuola di Posillipo, la cifra stilistica di Serritelli si esplica nei modi del paesaggismo di composizione che ebbe in Gabriele Smargiassi la sua maggiore figura dopo i trascorsi iniziali di quest'ultimo nella suddetta scuola. Nel 1837 la cattedra di pittura di paesaggio contesa con il titolato Salvatore Fergola, era stata assegnata per concorso allo Smargiassi succeduto al maestro Anton Sminck van Pitloo prematuramente scomparso. In quella occasione la commissione esaminatrice si pronunciò su Smargiassi in termini entusiastici, 
e ancora,
 Il citato studio si basava sull’equilibrio del paesaggio nell’ambito di una realizzazione pittorica efficace in cui il tema sviluppato su una matrice romantica faceva uso sapiente di alberi, fiumi, boschi e montagne lontane necessari a caratterizzare le vedute secondo lo schema tipico del paesaggio di composizione, utilizzando per lo scopo supporti pittorici prevalentemente di grandi dimensioni. In pratica si ricorreva ad una certa quantità di elementi naturalistici che la regìa del pittore dosava attentamente per creare una percezione credibile e rigenerata della realtà che non umiliava, né svalutava la verità del dato descrittivo.
Nel solco di un simile percorso artistico l'allievo Serritelli formava la propria dimensione di pittore paesista dell'Accademia allineato ai dettami del "lodato professore", sia per questioni meramente cronologiche quando poco più che ventenne da allievo di quella scuola espose alle prime mostre di Belle Arti (1841-1843), sia per evidenti motivi stilistici laddove gli elementi portanti della sua pittura si traducono in paesaggi in cui le componenti descrittive e veriste costruite su vivaci prospettive non lasciano spazio ad elaborazioni sentimentali della luce che, privata di significato, rende impossibile quella sintesi abbreviata tra cromatismo ed atmosfera, elemento fondante delle visioni emozionate della scuola di Posillipo.
Solo in alcuni lavori attribuibili ad una produzione tardiva, è possibile rilevare timide aperture verso tendenze posillipiste, mentre la pennellata si rivela più libera e fluida senza mai tradire quell'efficacia pittorica che sempre contraddistinse la sua ricercata produzione di maniera.